# 氯马唑仑
氯马唑仑（英语：Climazolam；开发代号：Ro21-3982）由瑞士制药公司Gräub以商品名Climasol作为合法兽药引入。氯马唑仑是一种苯二氮䓬类药物，具体来说是罗氏开发的咪唑并苯二氮䓬类衍生物。它与咪达唑仑和地西泮的结构相似，在兽医学中用于麻醉动物。